# 블루노즈 (도미목 어류)
블루노즈(Acanthopagrus butcheri)는 도미목 도미과에 속하는 어류이다. 몸길이는 40cm가 되는 중형어류에 속한다.

## 특징과 먹이
블루노즈는 도미목 도미과의 물고기로서 같은 이름을 쓰고 있는 고등어목에 샛돔과의 블루노즈와는 전혀 다른 어류이다. 이물고기는 옆줄이 아가미부터 꼬리까지 길게 나있으며 옆줄을 기준으로 위는 청색의 몸으로 덮여 있고 아래는 백색의 모습을 하고 있으며 등지느러미가 가시처럼 날카로운게 특징이다. 먹이로는 작은물고기와 새우와 같은 갑각류를 먹는 육식성의 어류이다.

## 서식지
블루노즈의 주요한 서식지는 오스트레일리아와 가까운 태평양의 연안에 서식하며 바닷물고기지만 강과 같은 담수에서도 적응해서 사는 것이 가능한 어종이다. 그래서 오스트레일리아를 흐르는 강에서도 관찰할 수가 있는 물고기 가운데 하나이다.

## 같이 보기
- 도미목
- 도미과